# Adoretus uncifer
Adoretus uncifer är en skalbaggsart som beskrevs av Ohaus 1930. Adoretus uncifer ingår i släktet Adoretus och familjen Rutelidae. Inga underarter finns listade i Catalogue of Life.